# Piatowskaja (rejon totiemski)
Piatowskaja (ros. Пятовская) – wieś w Rosji, w rejonie totiemskim obwodu wołogodzkiego. W 2010 r. liczyła 88 mieszkańców.